# فرانك بيل
فرانك بيل (بالإنجليزية: Frank Bell)‏ هو لاعب كرة قاعدة أمريكي، ولد في 1863 في سينسيناتي في الولايات المتحدة، وتوفي في 14 أبريل 1891.

## وصلات خارجية
- فرانك بيل على موقعبيزبول رفرنس.كوم (الدوري الرئيسي) (الإنجليزية)
- فرانك بيل على موقعبيزبول رفرنس.كوم (الدوري الثانوي) (الإنجليزية)